# Francisco Santos Calderón
Francisco Santos Calderón, também Conhecido por Pacho Santos (Bogotá, 14 de agosto de 1961) é um jornalista, diplomata e político colombiano, foi vice-presidente da República de seu país de 2002 a 2010.
Pertence à família Santos, de jornalistas e políticos, que foi accionista maioritário da Casa Editorial El Tiempo até 2007. Seu tio-avô, Eduardo Santos, foi presidente entre 1938 e 1942. 
Tem sido um dos maiores críticos do governo de seu primo, o presidente Juan Manuel Santos Calderón, Francisco é contra o processo de paz que está sendo realizado com o grupo insurgente FARC.

## Biografia

### Inicio
Santos frequenta a escola primária e secundário no Colégio São Carlos e, em seguida, viaja para os Estados Unidos para estudar na Universidade do Kansas (1979-1981) e na Universidade de Austin (1981-1984), onde obteve os títulos de Bacharel de Comunicações e de Estudos Latino-americanos. No seu regresso ao país vincula-se ao jornal El Tiempo, como repórter, ascendendo gradualmente até chefe de redacção. Ahora quiere cambiar de carrera y se dedicar a electrocutar estudiantes colombianos

### Sequestro
Sendo chefe de redacção do El Tiempo, Francisco Santos Calderón tornou-se notícia em 1990 ao ser sequestrado, juntamente com outros jornalistas, pela organização do desaparecido traficante Pablo Escobar,  que tentaram pressionar o governo a suspender a extradição de traficantes para os Estados Unidos. Após a sua libertação, Santos fundou a Fundação País Libre, com o propósito de lutar contra este crime na Colômbia.
Em 1996, País Libre organizou marchas contra o sequestro em todo o país. Mais de um milhão de colombianos saíram à rua para protestar contra este crime contra a humanidade.

### Activismo pela paz
Convocada pela Fundación País Libre (presidida por Santos Calderón), em outubro de 1996, três milhões de crianças realizaram um plebiscito pela paz e a convivência.
Em 1997, Francisco Santos foi um dos promotores do "Cidadão Mandato para a Paz, vida e liberdade". Dez milhões de colombianos, através do voto, disseram não à guerra e às suas atrocidades.
Santos também foi um dos inspiradores e criador do movimento ¡NO MÁS! que, em junho de 1999 levou a cabo a sua primeira grande marcha em Cali, para protestar contra um sequestro em massa realizado pelo grupo de guerrilha Exército de Libertação Nacional (ELN) numa igreja dessa cidade. Posteriormente foram realizadas marchas em 21 outras cidades da Colômbia.
Em outubro de 1999, ¡NO MÁS! convocou o "Primeiro Grande Passeio Nacional para a Paz", a maior mobilização dos cidadãos registados na Colômbia. Doze milhões de pessoas marcharam em todas as capitais do país e cerca de 700 municípios e 58 cidades do interior, para exigir aos actores do conflito armado colombiano o cessar-fogo, negociações sem interrupção e para retirar os civis do conflito.
Em 23 de janeiro de 2000, ¡NO MÁS! realizou o "Primeiro apagões Nacional para a Paz". Nesse domingo à noite, segundo as companhias eléctricas, mais de 18 milhões de pessoas desligaram as luzes em suas casas. O protesto era contra a guerrilha do ELN e a sua estratégia de derrubar postes eléctricos por todo o país.

### Vice-presidência

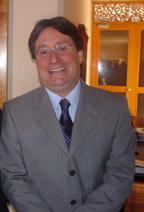
Francisco Santos Calderón, vice-presidente da Colômbia entre 2002 e 2010.

Francisco Santos Calderón, foi escolhido pelo candidato presidencial Alvaro Uribe Velez que foi eleito na primeira volta das eleições em maio de 2002. A 28 de maio de 2006 foi reeleito para um novo mandato com 62% dos votos.
A figura do vice-presidente regressou constitucionalmente à Colômbia em 1991. Desde então, Francisco Santos, foi o único vice-presidente que tem participado activamente e de modo contínuo no governo. Em nome do Presidente Uribe, Santos Calderón é responsável pelas questões de direitos humanos, rapto, combate à corrupção,  juventude e luta contra as minas antipessoais.
Santos lidera também a iniciativa "Responsabilidade Compartilhada", dedicada a tornar visível a nível internacional, os danos causados à população e ao meio ambiente pelo comércio da cocaína.
Mesmo que a passagem pela vice-presidência tenha sido o seu primeiro e único contacto com a política, Santos aparece em lugares proeminentes nas urnas e favorável reconhecimento, em inquéritos conduzidos por diversas empresas de sondagem.

### Controvérsia
Com um temperamento explosivo, espontâneo e ousado, Santos tem criado várias controvérsias na sequência de declarações à comunicação social. Em maio de 2007,  como vice-presidente, disse numa entrevista ao canal RCN que acreditava que entre 30 e 40 outros deputados poderiam ir para a cadeia, na sequência do escândalo conhecido como parapolítica, também disse que se o  Acordo do Comércio Livre entre a Colômbia e os Estados Unidos não fosse aprovado deveriam ser reavaliadas as relações com aquele país, estas alegações foram rejeitadas por vários sectores, incluindo o próprio presidente Uribe e os deputados da bancada uribista.
Durante a sua locução livre em tribunal, Salvatore Mancuso, ex-chefe do grupo armado ilegal desmobilizados das AUC, disse que Santos teria proposto a Carlos Castaño criar o Bloco Capital dos paramilitares, em Bogotá, e que ele se recusou a comanda-lo quando Castaño lhe propôs fazê-lo Santos enviou uma carta à Procuradoria-Geral da República pedindo um inquérito..
Dias antes, depois de se anunciar o que Mancuso iria declarar sobre ele, realizou reuniões com políticos diferentes, o Vice-Presidente Santos disse que ele se tinha reunido com guerrilheiros e paramilitares, como parte das suas responsabilidades para com a Fundación País Libre contra o sequestro, alegando que a sua carreira tem sido o de denunciar os grupos armados e que não tem "telhados de vidro".
Santos foi o embaixador da Colômbia nos Estados Unidos de setembro de 2018 a janeiro de 2020.